# Щелканово (Нижегородская область)
Щелка́ново — посёлок в Володарском районе Нижегородской области. Входит в состав сельсовета Красная Горка. Население 221 (2010) человек

## Общая физико-географическая характеристика
Географическое положение
По автомобильным дорогам расстояние до областного центра города Нижнего Новгорода составляет 70 км, до районного центра города Володарска — 9,6 км. Абсолютная высота 75 метров над уровнем моря.
Часовой пояс
Щелканово, как и вся Нижегородская область, находится в часовой зоне МСК (московское время). Смещение применяемого времени относительно UTC составляет +3:00.

## Население
| 1999 | 2010 |
| ---- | ---- |
| 200  | ↗221 |